# Kommunalvalen i Finland 2004
Kommunalval i Finland (dock inte Åland) hölls den 24 oktober 2004 för mandatperioden 2005-2008. Antalet röstberättigade var 4 099 864 och av dem deltog 2 403 260 eller 58,6 % % i valet. Största parti blev socialdemokraterna, medan centern vann flest fullmäktigeplatser.
Kommunalvalen på Åland hade hållits 2003. 

## Bakgrund
Valet förrättades i enlighet med vallagen (714/1998) som trädde i kraft 8 oktober 1998. Rätt att ställa upp i valet med kandidater hade dels Finlands registrerade partier samt valmansföreningar. Minst 10 röstberättigade i en kommun krävdes för att bilda en valmansförening.

## Valresultat
Nedanstående resultat ger en total sammanställning av valen i hela Finland. För resultatet i varje kommun för sig, se respektive kommunartikel.

| Parti eller valmansförening | Parti eller valmansförening                            | Röster             | Röster       | Röster | Röster | Mandatfördelning | Mandatfördelning |
| Parti eller valmansförening | Parti eller valmansförening                            | Antal              | Röstskillnad | %      | +− %   | Antal            | +−               |
| --------------------------- | ------------------------------------------------------ | ------------------ | ------------ | ------ | ------ | ---------------- | ---------------- |
|                             | Finlands Socialdemokratiska Parti                      | 575 822            | +64 452      | 24,1   | +1,1   | 2 585            | +26              |
|                             | Centern i Finland                                      | 543 885            | +15 566      | 22,8   | -1,0   | 4 425            | -200             |
|                             | Samlingspartiet                                        | 521 412            | +57 919      | 21,8   | +1,0   | 2 078            | +50              |
|                             | Vänsterförbundet                                       | 228 358            | +8 687       | 9,6    | -0,3   | 987              | -40              |
|                             | Gröna förbundet                                        | 175 933            | +4 226       | 7,4    | -0,3   | 314              | -24              |
|                             | Svenska folkpartiet i Finland                          | 124 011            | +10 841      | 5,2    | +0,1   | 636              | -8               |
|                             | Kristdemokraterna i Finland                            | 94 666             | −343         | 4,0    | -0,3   | 391              | -52              |
|                             | Sannfinländarna                                        | 21 417             | +6 705       | 0,9    | +0,2   | 106              | -3               |
|                             | Finlands kommunistiska parti                           | 12 844             | +2 384       | 0,5    | 0,0    | 16               | +2               |
|                             | Finlands Folkets Blåvita                               | 3 173              | Ny           | 0,0    | Ny     | 2                | Ny               |
|                             | Alternativförbundet                                    | 2 257              | +1 857       | 0,1    | +0,1   | 1                | +1               |
|                             | För Fred och Socialism - Kommunistiska Arbetarparti    | 1 248              | −1 066       | 0,1    | -0,1   | 1                | -1               |
|                             | Pensionärer För Folket                                 | 1 242              | -186         | 0,1    | 0,0    | 1                | 0                |
|                             | Självständighetspartiet Förbundet för det Fria Finland | 1 228              | +563         | 0,1    | 0,0    | 2                | -1               |
|                             | Liberalerna                                            | 1 016              | Ny           | 0,0    | Ny     | 1                | Ny               |
|                             | För de fattigas väl                                    | 799                | Ny           | 0,0    | Ny     | 0                | 0                |
|                             | Finland - Fosterland                                   | 337                | Ny           | 0,0    | Ny     | 0                | 0                |
|                             | Partiet för gemensamt ansvar                           | 45                 | Ny           | 0,0    | Ny     | 0                | 0                |
|                             | Övriga valmansföreningar                               | 78 437             | −10 839      | 3,3    | -0,7   | 420              | -60              |
| Antal giltiga röster        | Antal giltiga röster                                   | 2 388 130          | +164 006     | 100,0  |        | 11 966           | -312             |
| Ogiltiga röster             | Ogiltiga röster                                        | 15 130             |              |        |        |                  |                  |
| Totalt                      | Totalt                                                 | 2 403 260 (58,6 %) |              |        |        |                  |                  |

Till detta val så hade Finlands Kristliga Förbund ändrat namn till Kristdemokraterna i Finland. Liberalerna (som tidigare hetat Liberala folkpartiet) deltog i valet efter att ha stått över kommunalvalen 2000. Fyra partiet deltog för första gången: För de fattigas väl, Finland - Fosterland, Finlands Folkets Blåvita och Partiet för gemensamt ansvar.